# Carburo de cromo
El carburo de cromo o carburo de cromo (II) (Cr2C1) es un material extremadamente duro de cerámica refractaria. Por lo general, se procesa por sinterizado. Tiene el aspecto de un polvo gris con estructura cristalina ortorrómbica. El Cr2C1 ortorrómbico se presenta muy raramente en forma del mineral tongbaíta.
Otras composiciones son también posibles como, por ejemplo, Cr23C6 (que se presenta como la isovita, un mineral extremadamente raro, que cristaliza en el sistema cristalino cúbico) y Cr7C3.

## Propiedades
Es altamente resistente a la corrosión, y no se oxida, ni siquiera a alta temperatura (1000-1100 °C). El polvo para recubrimiento tiene un coste de $40 - $65 por libra.
El coeficiente de dilatación térmica del carburo de cromo es casi igual al del acero, reduciendo la acumulación de la tensión mecánica en la capa límite cuando ambos materiales están unidos o soldados.
La precipitación de carburo de cromo en los bordes de grano, que reduce el cromo en dichos bordes de grano, es la causa de la corrosión intergranular del acero inoxidable en las soldaduras.

## Usos
El carburo de cromo se utiliza como material de proyección térmica para la protección de la superficie del metal subyacente, y como aditivo para los materiales resistentes a la corrosión y al desgaste. Se utiliza en recubrimientos de rodamientos, juntas, orificios y sellos de válvula, y como una fase cristalina fina en otros carburos sinterizados, como el carburo de vanadio, donde inhibe el crecimiento de los granos submicrométricos durante el prensado y la sinterización.